# Mohamed Bambari
Mohamed Bambari (Dakhla, Sàhara Occidental, 1970) és un periodista i activista sahrauí, membre del col·lectiu Equipe Media.
En 2015, en un judici a porta tancada, el govern marroquí el va condemnar a 12 anys de presó per la suposada participació en les manifestacions de Dakhla en 2015, on va exercir de periodista filmant els fets. En 2016, després d'una vaga de fam demanant un judici just, la pena es va reduir a 6 anys, i el van traslladar de la presó Negra d'Al-Aaiun a la de Ait Melloul, al Marroc, lluny de sa casa i la dels seus familiars. ONGs com Freedom Now van demanar-ne la posada en llibertat, fet que finalment ocorregué el setembre de 2021, complint sis anys de condemna.